# Perfect (Ed Sheeran)
Perfect is een nummer van de Britse singer-songwriter Ed Sheeran. Het is het vijfde nummer op zijn album ÷ uit 2017. Op 26 september van dat jaar werd het nummer uitgebracht als de vierde single van het album. Andere versies van het nummer, getiteld "Perfect Duet" en "Perfect Symphony", waren samenwerkingen met respectievelijk Beyoncé en Andrea Bocelli en werden uitgebracht op 1 en 15 december 2017. Daarnaast werden er een akoestische versie en twee remixen door Mike Perry en Robin Schulz uitgegeven. Het nummer werd een wereldwijde nummer 1-hit, waarbij het in onder anderen Nederland, België, het Verenigd Koninkrijk en de Verenigde Staten de toppositie wist te behalen.
"Perfect" was het eerste nummer dat Sheeran schreef voor het album. Het nummer is een romantische ballad over zijn vriendin Cherry Seaborn. Sheeran vertelde dat de inspiratie voor het nummer kwam nadat hij James Blunt bezocht in diens huis op Ibiza. In een interview vertelde hij dat hij zijn beste liefdesliedje ooit moest schrijven, zodat "mensen zouden zeggen, 'Ah, hij kan het toch!' Ik wilde "Thinking Out Loud" overtreffen, omdat ik wist dat dat nummer mij zou omschrijven." De strijkinstrumenten op het nummer werden gearrangeerd door zijn broer Matthew Sheeran, omdat het de laatste wens van hun oma was om de broers samen te zien werken voordat ze zou sterven.

## Hitnoteringen

### Nederlandse Top 40
| Hitnotering: 07-10-2017 t/m 14-04-2018 | Hitnotering: 07-10-2017 t/m 14-04-2018 | Hitnotering: 07-10-2017 t/m 14-04-2018 | Hitnotering: 07-10-2017 t/m 14-04-2018 | Hitnotering: 07-10-2017 t/m 14-04-2018 | Hitnotering: 07-10-2017 t/m 14-04-2018 | Hitnotering: 07-10-2017 t/m 14-04-2018 | Hitnotering: 07-10-2017 t/m 14-04-2018 | Hitnotering: 07-10-2017 t/m 14-04-2018 | Hitnotering: 07-10-2017 t/m 14-04-2018 | Hitnotering: 07-10-2017 t/m 14-04-2018 | Hitnotering: 07-10-2017 t/m 14-04-2018 | Hitnotering: 07-10-2017 t/m 14-04-2018 | Hitnotering: 07-10-2017 t/m 14-04-2018 | Hitnotering: 07-10-2017 t/m 14-04-2018 | Hitnotering: 07-10-2017 t/m 14-04-2018 | Hitnotering: 07-10-2017 t/m 14-04-2018 | Hitnotering: 07-10-2017 t/m 14-04-2018 | Hitnotering: 07-10-2017 t/m 14-04-2018 | Hitnotering: 07-10-2017 t/m 14-04-2018 | Hitnotering: 07-10-2017 t/m 14-04-2018 | Hitnotering: 07-10-2017 t/m 14-04-2018 | Hitnotering: 07-10-2017 t/m 14-04-2018 | Hitnotering: 07-10-2017 t/m 14-04-2018 | Hitnotering: 07-10-2017 t/m 14-04-2018 | Hitnotering: 07-10-2017 t/m 14-04-2018 | Hitnotering: 07-10-2017 t/m 14-04-2018 | Hitnotering: 07-10-2017 t/m 14-04-2018 | Hitnotering: 07-10-2017 t/m 14-04-2018 | Hitnotering: 07-10-2017 t/m 14-04-2018 |
| Week:                                  | 1                                      | 2                                      | 3                                      | 4                                      | 5                                      | 6                                      | 7                                      | 8                                      | 9                                      | 10                                     | 11                                     | 12                                     | 13                                     | 14                                     | 15                                     | 16                                     | 17                                     | 18                                     | 19                                     | 20                                     | 21                                     | 22                                     | 23                                     | 24                                     | 25                                     | 26                                     | 27                                     | 28                                     |                                        |
| -------------------------------------- | -------------------------------------- | -------------------------------------- | -------------------------------------- | -------------------------------------- | -------------------------------------- | -------------------------------------- | -------------------------------------- | -------------------------------------- | -------------------------------------- | -------------------------------------- | -------------------------------------- | -------------------------------------- | -------------------------------------- | -------------------------------------- | -------------------------------------- | -------------------------------------- | -------------------------------------- | -------------------------------------- | -------------------------------------- | -------------------------------------- | -------------------------------------- | -------------------------------------- | -------------------------------------- | -------------------------------------- | -------------------------------------- | -------------------------------------- | -------------------------------------- | -------------------------------------- | -------------------------------------- |
| Positie:                               | 27                                     | 15                                     | 11                                     | 7                                      | 2                                      | 2                                      | 2                                      | 2                                      | 1                                      | 1                                      | 1                                      | 1                                      | 1                                      | 1                                      | 1                                      | 1                                      | 1                                      | 2                                      | 3                                      | 4                                      | 7                                      | 10                                     | 14                                     | 19                                     | 22                                     | 24                                     | 25                                     | 37                                     | uit                                    |

### NederlandseSingle Top 100
| Hitnotering (week 1 t/m 8): 11-03-2017 t/m 29-04-2017 Hitnotering (week 9): 13-05-2017 Hitnotering (week 10 t/m 74): 30-09-2017 t/m 22-12-2018 Hitnotering (week 75 t/m 80): 05-01-2019 t/m 09-02-2019 Hitnotering (week 81): 23-02-2019 | Hitnotering (week 1 t/m 8): 11-03-2017 t/m 29-04-2017 Hitnotering (week 9): 13-05-2017 Hitnotering (week 10 t/m 74): 30-09-2017 t/m 22-12-2018 Hitnotering (week 75 t/m 80): 05-01-2019 t/m 09-02-2019 Hitnotering (week 81): 23-02-2019 | Hitnotering (week 1 t/m 8): 11-03-2017 t/m 29-04-2017 Hitnotering (week 9): 13-05-2017 Hitnotering (week 10 t/m 74): 30-09-2017 t/m 22-12-2018 Hitnotering (week 75 t/m 80): 05-01-2019 t/m 09-02-2019 Hitnotering (week 81): 23-02-2019 | Hitnotering (week 1 t/m 8): 11-03-2017 t/m 29-04-2017 Hitnotering (week 9): 13-05-2017 Hitnotering (week 10 t/m 74): 30-09-2017 t/m 22-12-2018 Hitnotering (week 75 t/m 80): 05-01-2019 t/m 09-02-2019 Hitnotering (week 81): 23-02-2019 | Hitnotering (week 1 t/m 8): 11-03-2017 t/m 29-04-2017 Hitnotering (week 9): 13-05-2017 Hitnotering (week 10 t/m 74): 30-09-2017 t/m 22-12-2018 Hitnotering (week 75 t/m 80): 05-01-2019 t/m 09-02-2019 Hitnotering (week 81): 23-02-2019 | Hitnotering (week 1 t/m 8): 11-03-2017 t/m 29-04-2017 Hitnotering (week 9): 13-05-2017 Hitnotering (week 10 t/m 74): 30-09-2017 t/m 22-12-2018 Hitnotering (week 75 t/m 80): 05-01-2019 t/m 09-02-2019 Hitnotering (week 81): 23-02-2019 | Hitnotering (week 1 t/m 8): 11-03-2017 t/m 29-04-2017 Hitnotering (week 9): 13-05-2017 Hitnotering (week 10 t/m 74): 30-09-2017 t/m 22-12-2018 Hitnotering (week 75 t/m 80): 05-01-2019 t/m 09-02-2019 Hitnotering (week 81): 23-02-2019 | Hitnotering (week 1 t/m 8): 11-03-2017 t/m 29-04-2017 Hitnotering (week 9): 13-05-2017 Hitnotering (week 10 t/m 74): 30-09-2017 t/m 22-12-2018 Hitnotering (week 75 t/m 80): 05-01-2019 t/m 09-02-2019 Hitnotering (week 81): 23-02-2019 | Hitnotering (week 1 t/m 8): 11-03-2017 t/m 29-04-2017 Hitnotering (week 9): 13-05-2017 Hitnotering (week 10 t/m 74): 30-09-2017 t/m 22-12-2018 Hitnotering (week 75 t/m 80): 05-01-2019 t/m 09-02-2019 Hitnotering (week 81): 23-02-2019 | Hitnotering (week 1 t/m 8): 11-03-2017 t/m 29-04-2017 Hitnotering (week 9): 13-05-2017 Hitnotering (week 10 t/m 74): 30-09-2017 t/m 22-12-2018 Hitnotering (week 75 t/m 80): 05-01-2019 t/m 09-02-2019 Hitnotering (week 81): 23-02-2019 | Hitnotering (week 1 t/m 8): 11-03-2017 t/m 29-04-2017 Hitnotering (week 9): 13-05-2017 Hitnotering (week 10 t/m 74): 30-09-2017 t/m 22-12-2018 Hitnotering (week 75 t/m 80): 05-01-2019 t/m 09-02-2019 Hitnotering (week 81): 23-02-2019 | Hitnotering (week 1 t/m 8): 11-03-2017 t/m 29-04-2017 Hitnotering (week 9): 13-05-2017 Hitnotering (week 10 t/m 74): 30-09-2017 t/m 22-12-2018 Hitnotering (week 75 t/m 80): 05-01-2019 t/m 09-02-2019 Hitnotering (week 81): 23-02-2019 | Hitnotering (week 1 t/m 8): 11-03-2017 t/m 29-04-2017 Hitnotering (week 9): 13-05-2017 Hitnotering (week 10 t/m 74): 30-09-2017 t/m 22-12-2018 Hitnotering (week 75 t/m 80): 05-01-2019 t/m 09-02-2019 Hitnotering (week 81): 23-02-2019 | Hitnotering (week 1 t/m 8): 11-03-2017 t/m 29-04-2017 Hitnotering (week 9): 13-05-2017 Hitnotering (week 10 t/m 74): 30-09-2017 t/m 22-12-2018 Hitnotering (week 75 t/m 80): 05-01-2019 t/m 09-02-2019 Hitnotering (week 81): 23-02-2019 | Hitnotering (week 1 t/m 8): 11-03-2017 t/m 29-04-2017 Hitnotering (week 9): 13-05-2017 Hitnotering (week 10 t/m 74): 30-09-2017 t/m 22-12-2018 Hitnotering (week 75 t/m 80): 05-01-2019 t/m 09-02-2019 Hitnotering (week 81): 23-02-2019 | Hitnotering (week 1 t/m 8): 11-03-2017 t/m 29-04-2017 Hitnotering (week 9): 13-05-2017 Hitnotering (week 10 t/m 74): 30-09-2017 t/m 22-12-2018 Hitnotering (week 75 t/m 80): 05-01-2019 t/m 09-02-2019 Hitnotering (week 81): 23-02-2019 | Hitnotering (week 1 t/m 8): 11-03-2017 t/m 29-04-2017 Hitnotering (week 9): 13-05-2017 Hitnotering (week 10 t/m 74): 30-09-2017 t/m 22-12-2018 Hitnotering (week 75 t/m 80): 05-01-2019 t/m 09-02-2019 Hitnotering (week 81): 23-02-2019 | Hitnotering (week 1 t/m 8): 11-03-2017 t/m 29-04-2017 Hitnotering (week 9): 13-05-2017 Hitnotering (week 10 t/m 74): 30-09-2017 t/m 22-12-2018 Hitnotering (week 75 t/m 80): 05-01-2019 t/m 09-02-2019 Hitnotering (week 81): 23-02-2019 | Hitnotering (week 1 t/m 8): 11-03-2017 t/m 29-04-2017 Hitnotering (week 9): 13-05-2017 Hitnotering (week 10 t/m 74): 30-09-2017 t/m 22-12-2018 Hitnotering (week 75 t/m 80): 05-01-2019 t/m 09-02-2019 Hitnotering (week 81): 23-02-2019 | Hitnotering (week 1 t/m 8): 11-03-2017 t/m 29-04-2017 Hitnotering (week 9): 13-05-2017 Hitnotering (week 10 t/m 74): 30-09-2017 t/m 22-12-2018 Hitnotering (week 75 t/m 80): 05-01-2019 t/m 09-02-2019 Hitnotering (week 81): 23-02-2019 | Hitnotering (week 1 t/m 8): 11-03-2017 t/m 29-04-2017 Hitnotering (week 9): 13-05-2017 Hitnotering (week 10 t/m 74): 30-09-2017 t/m 22-12-2018 Hitnotering (week 75 t/m 80): 05-01-2019 t/m 09-02-2019 Hitnotering (week 81): 23-02-2019 | Hitnotering (week 1 t/m 8): 11-03-2017 t/m 29-04-2017 Hitnotering (week 9): 13-05-2017 Hitnotering (week 10 t/m 74): 30-09-2017 t/m 22-12-2018 Hitnotering (week 75 t/m 80): 05-01-2019 t/m 09-02-2019 Hitnotering (week 81): 23-02-2019 | Hitnotering (week 1 t/m 8): 11-03-2017 t/m 29-04-2017 Hitnotering (week 9): 13-05-2017 Hitnotering (week 10 t/m 74): 30-09-2017 t/m 22-12-2018 Hitnotering (week 75 t/m 80): 05-01-2019 t/m 09-02-2019 Hitnotering (week 81): 23-02-2019 | Hitnotering (week 1 t/m 8): 11-03-2017 t/m 29-04-2017 Hitnotering (week 9): 13-05-2017 Hitnotering (week 10 t/m 74): 30-09-2017 t/m 22-12-2018 Hitnotering (week 75 t/m 80): 05-01-2019 t/m 09-02-2019 Hitnotering (week 81): 23-02-2019 | Hitnotering (week 1 t/m 8): 11-03-2017 t/m 29-04-2017 Hitnotering (week 9): 13-05-2017 Hitnotering (week 10 t/m 74): 30-09-2017 t/m 22-12-2018 Hitnotering (week 75 t/m 80): 05-01-2019 t/m 09-02-2019 Hitnotering (week 81): 23-02-2019 | Hitnotering (week 1 t/m 8): 11-03-2017 t/m 29-04-2017 Hitnotering (week 9): 13-05-2017 Hitnotering (week 10 t/m 74): 30-09-2017 t/m 22-12-2018 Hitnotering (week 75 t/m 80): 05-01-2019 t/m 09-02-2019 Hitnotering (week 81): 23-02-2019 | Hitnotering (week 1 t/m 8): 11-03-2017 t/m 29-04-2017 Hitnotering (week 9): 13-05-2017 Hitnotering (week 10 t/m 74): 30-09-2017 t/m 22-12-2018 Hitnotering (week 75 t/m 80): 05-01-2019 t/m 09-02-2019 Hitnotering (week 81): 23-02-2019 | Hitnotering (week 1 t/m 8): 11-03-2017 t/m 29-04-2017 Hitnotering (week 9): 13-05-2017 Hitnotering (week 10 t/m 74): 30-09-2017 t/m 22-12-2018 Hitnotering (week 75 t/m 80): 05-01-2019 t/m 09-02-2019 Hitnotering (week 81): 23-02-2019 | Hitnotering (week 1 t/m 8): 11-03-2017 t/m 29-04-2017 Hitnotering (week 9): 13-05-2017 Hitnotering (week 10 t/m 74): 30-09-2017 t/m 22-12-2018 Hitnotering (week 75 t/m 80): 05-01-2019 t/m 09-02-2019 Hitnotering (week 81): 23-02-2019 | Hitnotering (week 1 t/m 8): 11-03-2017 t/m 29-04-2017 Hitnotering (week 9): 13-05-2017 Hitnotering (week 10 t/m 74): 30-09-2017 t/m 22-12-2018 Hitnotering (week 75 t/m 80): 05-01-2019 t/m 09-02-2019 Hitnotering (week 81): 23-02-2019 |
| Week: | 1 | 2 | 3 | 4 | 5 | 6 | 7 | 8 | | 9 | | 10 | 11 | 12 | 13 | 14 | 15 | 16 | 17 | 18 | 19 | 20 | 21 | 22 | 23 | 24 | 25 | 26 | 27 |
| --- | --- | --- | --- | --- | --- | --- | --- | --- | --- | --- | --- | --- | --- | --- | --- | --- | --- | --- | --- | --- | --- | --- | --- | --- | --- | --- | --- | --- | --- |
| Positie: | 8 | 17 | 42 | 50 | 49 | 45 | 63 | 70 | uit | 98 | uit | 54 | 40 | 19 | 13 | 11 | 9 | 9 | 9 | 8 | 5 | 1 | 2 | 2 | 3 | 2 | 1 | 3 | 3 |
| Week: | 28 | 29 | 30 | 31 | 32 | 33 | 34 | 35 | 36 | 37 | 38 | 39 | 40 | 41 | 42 | 43 | 44 | 45 | 46 | 47 | 48 | 49 | 50 | 51 | 52 | 53 | 54 | 55 | 56 |
| Positie: | 7 | 8 | 8 | 10 | 13 | 16 | 17 | 24 | 37 | 27 | 38 | 40 | 53 | 47 | 59 | 56 | 50 | 52 | 53 | 58 | 60 | 57 | 63 | 61 | 63 | 76 | 67 | 70 | 65 |
| Week: | 57 | 58 | 59 | 60 | 61 | 62 | 63 | 64 | 65 | 66 | 67 | 68 | 69 | 70 | 71 | 72 | 73 | 74 | | 75 | 76 | 77 | 78 | 79 | 80 | | 81 | | |
| Positie: | 72 | 70 | 96 | 80 | 75 | 64 | 65 | 65 | 66 | 72 | 56 | 66 | 73 | 72 | 80 | 85 | 85 | 96 | uit | 65 | 65 | 79 | 80 | 94 | 94 | uit | 96 | uit | |

### VlaamseUltratop 50
| Hitnotering (week 1 t/m 35): 07-10-2017 t/m 02-06-2018 Hitnotering (week 36): 07-07-2018 Hitnotering (week 37 t/m 39): 22-12-2018 t/m 05-01-2019 | Hitnotering (week 1 t/m 35): 07-10-2017 t/m 02-06-2018 Hitnotering (week 36): 07-07-2018 Hitnotering (week 37 t/m 39): 22-12-2018 t/m 05-01-2019 | Hitnotering (week 1 t/m 35): 07-10-2017 t/m 02-06-2018 Hitnotering (week 36): 07-07-2018 Hitnotering (week 37 t/m 39): 22-12-2018 t/m 05-01-2019 | Hitnotering (week 1 t/m 35): 07-10-2017 t/m 02-06-2018 Hitnotering (week 36): 07-07-2018 Hitnotering (week 37 t/m 39): 22-12-2018 t/m 05-01-2019 | Hitnotering (week 1 t/m 35): 07-10-2017 t/m 02-06-2018 Hitnotering (week 36): 07-07-2018 Hitnotering (week 37 t/m 39): 22-12-2018 t/m 05-01-2019 | Hitnotering (week 1 t/m 35): 07-10-2017 t/m 02-06-2018 Hitnotering (week 36): 07-07-2018 Hitnotering (week 37 t/m 39): 22-12-2018 t/m 05-01-2019 | Hitnotering (week 1 t/m 35): 07-10-2017 t/m 02-06-2018 Hitnotering (week 36): 07-07-2018 Hitnotering (week 37 t/m 39): 22-12-2018 t/m 05-01-2019 | Hitnotering (week 1 t/m 35): 07-10-2017 t/m 02-06-2018 Hitnotering (week 36): 07-07-2018 Hitnotering (week 37 t/m 39): 22-12-2018 t/m 05-01-2019 | Hitnotering (week 1 t/m 35): 07-10-2017 t/m 02-06-2018 Hitnotering (week 36): 07-07-2018 Hitnotering (week 37 t/m 39): 22-12-2018 t/m 05-01-2019 | Hitnotering (week 1 t/m 35): 07-10-2017 t/m 02-06-2018 Hitnotering (week 36): 07-07-2018 Hitnotering (week 37 t/m 39): 22-12-2018 t/m 05-01-2019 | Hitnotering (week 1 t/m 35): 07-10-2017 t/m 02-06-2018 Hitnotering (week 36): 07-07-2018 Hitnotering (week 37 t/m 39): 22-12-2018 t/m 05-01-2019 | Hitnotering (week 1 t/m 35): 07-10-2017 t/m 02-06-2018 Hitnotering (week 36): 07-07-2018 Hitnotering (week 37 t/m 39): 22-12-2018 t/m 05-01-2019 | Hitnotering (week 1 t/m 35): 07-10-2017 t/m 02-06-2018 Hitnotering (week 36): 07-07-2018 Hitnotering (week 37 t/m 39): 22-12-2018 t/m 05-01-2019 | Hitnotering (week 1 t/m 35): 07-10-2017 t/m 02-06-2018 Hitnotering (week 36): 07-07-2018 Hitnotering (week 37 t/m 39): 22-12-2018 t/m 05-01-2019 | Hitnotering (week 1 t/m 35): 07-10-2017 t/m 02-06-2018 Hitnotering (week 36): 07-07-2018 Hitnotering (week 37 t/m 39): 22-12-2018 t/m 05-01-2019 | Hitnotering (week 1 t/m 35): 07-10-2017 t/m 02-06-2018 Hitnotering (week 36): 07-07-2018 Hitnotering (week 37 t/m 39): 22-12-2018 t/m 05-01-2019 | Hitnotering (week 1 t/m 35): 07-10-2017 t/m 02-06-2018 Hitnotering (week 36): 07-07-2018 Hitnotering (week 37 t/m 39): 22-12-2018 t/m 05-01-2019 | Hitnotering (week 1 t/m 35): 07-10-2017 t/m 02-06-2018 Hitnotering (week 36): 07-07-2018 Hitnotering (week 37 t/m 39): 22-12-2018 t/m 05-01-2019 | Hitnotering (week 1 t/m 35): 07-10-2017 t/m 02-06-2018 Hitnotering (week 36): 07-07-2018 Hitnotering (week 37 t/m 39): 22-12-2018 t/m 05-01-2019 | Hitnotering (week 1 t/m 35): 07-10-2017 t/m 02-06-2018 Hitnotering (week 36): 07-07-2018 Hitnotering (week 37 t/m 39): 22-12-2018 t/m 05-01-2019 | Hitnotering (week 1 t/m 35): 07-10-2017 t/m 02-06-2018 Hitnotering (week 36): 07-07-2018 Hitnotering (week 37 t/m 39): 22-12-2018 t/m 05-01-2019 | Hitnotering (week 1 t/m 35): 07-10-2017 t/m 02-06-2018 Hitnotering (week 36): 07-07-2018 Hitnotering (week 37 t/m 39): 22-12-2018 t/m 05-01-2019 |
| Week: | 1 | 2 | 3 | 4 | 5 | 6 | 7 | 8 | 9 | 10 | 11 | 12 | 13 | 14 | 15 | 16 | 17 | 18 | 19 | 20 | 21 |
| --- | --- | --- | --- | --- | --- | --- | --- | --- | --- | --- | --- | --- | --- | --- | --- | --- | --- | --- | --- | --- | --- |
| Positie: | 1 | 3 | 2 | 3 | 1 | 2 | 1 | 1 | 1 | 1 | 1 | 1 | 1 | 1 | 1 | 1 | 1 | 1 | 2 | 2 | 2 |
| Week: | 22 | 23 | 24 | 25 | 26 | 27 | 28 | 29 | 30 | 31 | 32 | 33 | 34 | 35 | | 36 | | 37 | 38 | 39 | |
| Positie: | 2 | 4 | 8 | 15 | 15 | 18 | 13 | 15 | 30 | 31 | 37 | 44 | 41 | 46 | uit | 34 | uit | 44 | 28 | 48 | uit |

### NPO Radio 2 Top 2000
| Nummer met noteringen in de NPO Radio 2 Top 2000 | '17 | '18 | '19 | '20 | '21 | '22 | '23 | '24 |
| ------------------------------------------------ | --- | --- | --- | --- | --- | --- | --- | --- |
| Perfect                                          | 177 | 85  | 143 | 169 | 172 | 208 | 223 | 220 |

1. ↑  Een vetgedrukt getal geeft de hoogste notering aan.
2. ↑  2017 was het eerste jaar met een notering voor dit nummer.